# Convoy (1978)
Convoy ist ein Roadmovie von Sam Peckinpah aus dem Jahr 1978, das den Trucker als modernen Cowboy darstellt. Der Film verbindet Elemente aus Action, Drama und Komödie und basiert grob auf dem gleichnamigen Country-Song von C. W. McCall.
Peckinpah, der bis zu diesem Film überwiegend Western gemacht hatte, übertrug deren „Outlaw“- oder Räuber-und-Gendarm-Schwarzweißmalerei in das moderne Leben: Die Fronten von „Gut und Böse“ sind klar. Ein Mann gerät mit korrupten Autoritäten in Konflikt und wird unfreiwillig zum Anführer einer Revolte von kleinen Leuten. Die Truckfahrer nehmen den Platz von modernen Cowboys ein, wie es in vielen zeitgenössischen Country- und Rock-Songs der Fall ist.
Der Film war mit Produktionskosten von 12 Millionen Dollar Peckinpahs teuerste Produktion.

## Handlung

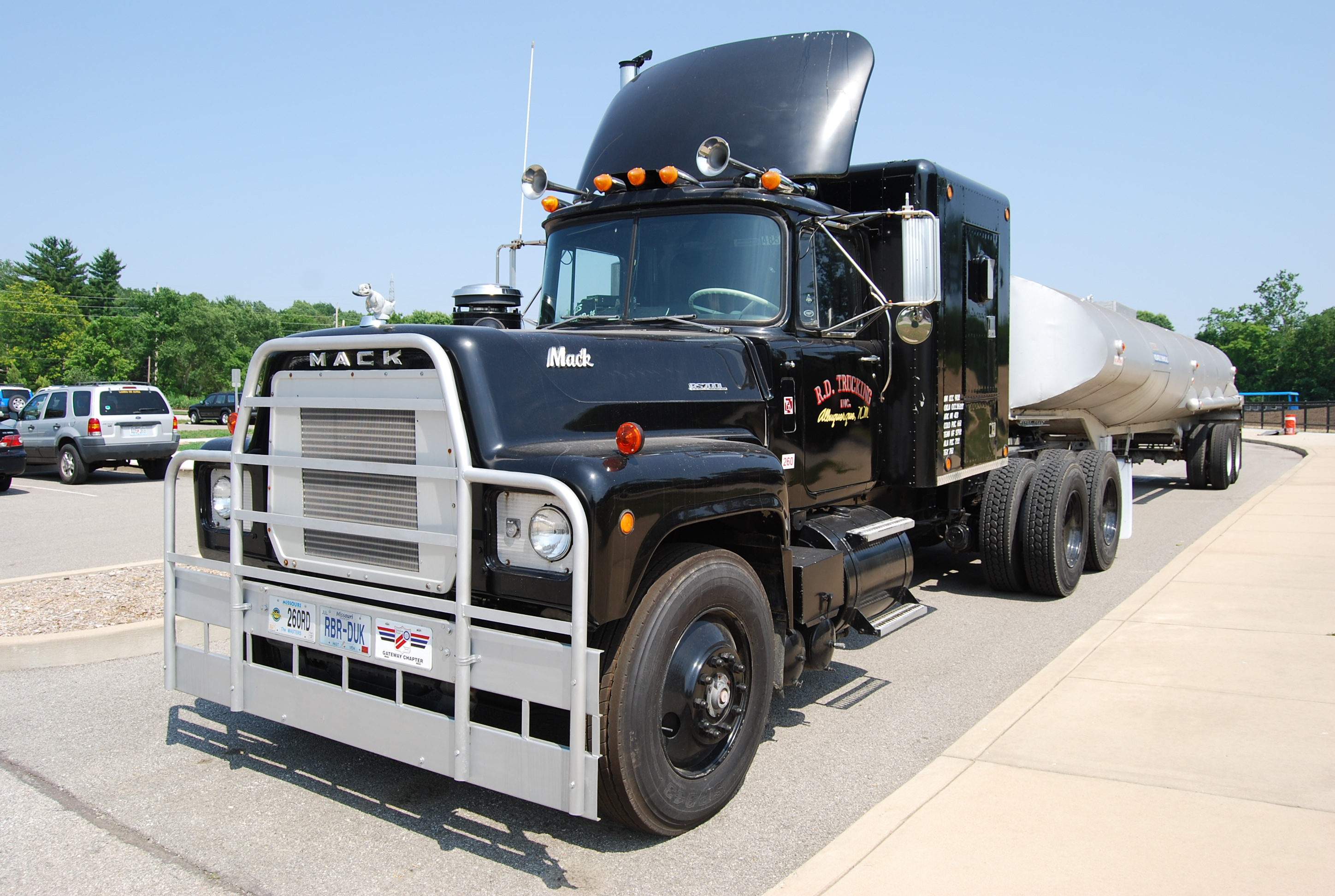
Rubber Ducks Mack R

Der Trucker Martin Penwald, CB-Rufname „Rubber Duck“ („Gummiente“), flirtet auf einer Landstraße in Arizona mit der Fotografin Melissa, unterwegs in einem Jaguar E-Type. Sie fahren nebeneinander und übersehen einen Streifenwagen im Gegenverkehr, sodass dieser ausweichen muss. Rubber Duck wird von dem Polizisten gestoppt, kann jedoch einer Strafe entgehen, indem er dem Polizisten weismacht, Melissa würde ohne Höschen am Steuer sitzen, woraufhin dieser sie verfolgt und sie flüchtet.
Später trifft Rubber Duck auf dem Highway seine Kollegen mit den Rufnamen „Spider Mike“ und „Love Machine“ (aufgrund der luxuriösen Innenausstattung seines Trucks), später „Pig Pen“ genannt ("Schweinestall", da er eine Ladung Schweine transportiert). Sie werden vom korrupten Sheriff Lyle Wallace in eine Falle gelockt, als dieser sich am Funkgerät als Trucker-Kollege ausgibt und sie verleitet, die Geschwindigkeitsbegrenzung zu überschreiten. Kurz darauf werden sie von ihm zur Kasse gebeten. Dabei stellt sich heraus, dass er und Rubber Duck alte Bekannte sind und die beiden eine Hassliebe verbindet.
Als die drei Trucker in einem Truck Stop essen, folgt ihnen Sheriff Wallace, der wegen seiner fiesen Art auch „Dirty Lyle“ genannt wird. Dort treffen sie Melissa, die mit ihrem Jaguar eine Panne hat. Nach einer Provokation seitens der Trucker über CB-Funk will der rassistische Sheriff Wallace (in der deutschen Synchronisation meist als „Bulle“ tituliert) den dunkelhäutigen Spider Mike wegen Landstreicherei einsperren, da er aufgrund des vorherigen Strafzettels pleite ist. Spider Mike widersetzt sich und schlägt den Sheriff. Als zwei weitere Polizisten auftauchen und die Trucker verhaften wollen, kommt zu einer Schlägerei. Weitere anwesende Trucker greifen ein und die Polizisten werden k. o. geschlagen.

Da die Fahrer jetzt straffällig geworden sind, wollen sie über die Staatsgrenze verschwinden; dazu bilden sie einen Konvoi. Rubber Duck führt den Konvoi an und nimmt Melissa in seinem Truck mit, wodurch sich beide näher kommen. Im Laufe der Verfolgungsjagd werden die Trucker in Verkehrsunfälle mit Streifenwagen verwickelt, woraufhin das Polizeiaufgebot immer größer wird. Immer mehr Fernfahrer hören den Funkverkehr mit und schließen sich dem Konvoi an. Aus dem Zwischenfall im Restaurant wird so ein riesiger Protestzug gegen die Behördenwillkür und die Arbeitsbedingungen der Fernfahrer.

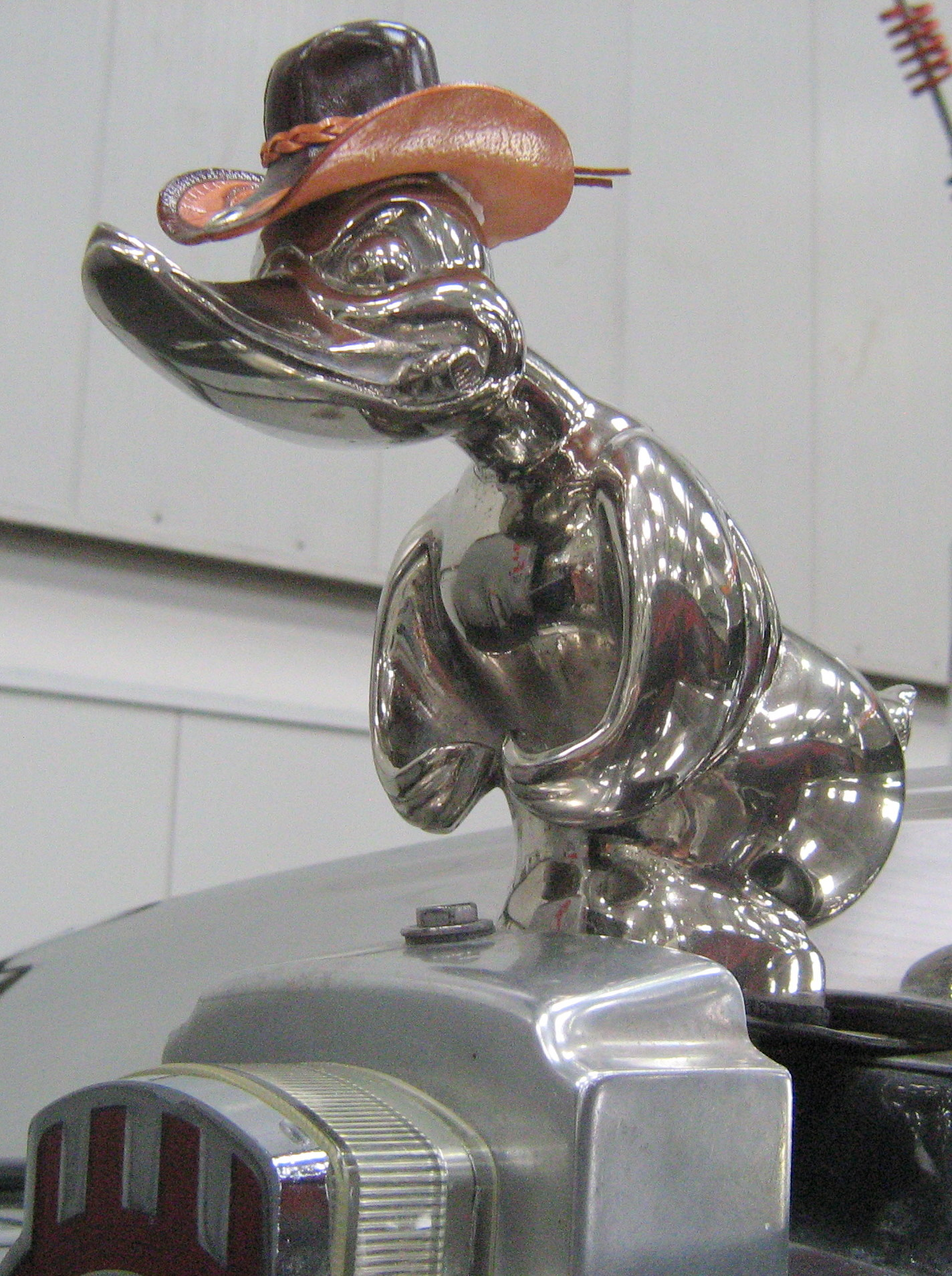
Nachbildung der auf Rubber Ducks Truck angebrachten Kühlerfigur einer Ente; anders als auf dem Bild trug die Ente im Film keinen Hut, sondern einen Irokesenkamm.

Als auch Straßensperren den Konvoi nicht aufhalten können und das Katz-und-Maus-Spiel zwischen Polizei und Fernfahrern zu eskalieren droht, sieht der Gouverneur von New Mexico die Gelegenheit, sich positive Publicity und zusätzliche Wählerstimmen zu sichern. Spider Mike verlässt den Konvoi, um seine Frau zur Entbindung nach Texas zu fahren. Er wird von einem rassistischen Sheriff verhaftet, zusammengeschlagen und auf Geheiß von Sheriff Wallace in einem kleinen Ort gefangen gehalten. Dieser will Spider Mike als Köder benutzen, um mit Rubber Duck abzurechnen. Während einer Versammlung der Trucker mit dem Gouverneur bekommt Rubber Duck davon Kenntnis und macht sich auf, um Spider Mike aus der Hand der korrupten Polizei zu befreien. Obwohl er dabei keine Unterstützung möchte, folgen ihm einige Trucker. Zusammen walzen sie mit ihren tonnenschweren Lastzügen den kleinen Ort nieder und befreien Spider Mike.
Rubber Duck beschließt, mit einigen Kollegen über die Grenze nach Mexiko zu gelangen und so einer strafrechtlichen Verfolgung zu entgehen. Der Konflikt gipfelt in einer offenen Konfrontation von Rubber Duck mit der Staatsmacht in Form von Polizei und Nationalgarde auf einer Brücke über dem Rio Grande. Als er die Brücke und damit die Grenze überqueren will, gerät sein mit explosiven Chemikalien beladener Truck unter Beschuss, wodurch der Auflieger explodiert und die Zugmaschine in den Fluss stürzt.
Für Rubber Duck, den man für tot hält, wird eine große Beerdigung organisiert, an der hunderte Trucker mit ihren Fahrzeugen teilnehmen. Rubber Ducks Sarg ist auf dem Sattelauflieger von Love Machine aufgebahrt. Als der Gouverneur die Trauerrede als Wahlkampfauftritt zweckentfremdet, steigt Pig Pen angewidert in seinen Truck und fährt mit Rubber Ducks Sarg davon, worauf ihm alle anderen Trucker mit ihren Lastwagen folgen und einen neuen Konvoi bilden.
Die Schlusseinstellung zeigt Sheriff Wallace, wie er einem Bus des Kondolenzkonvois hinterherschaut. In der letzten Sitzreihe erkennt er Melissa und Rubber Duck, der überlebt hat und sich als Mitglied einer christlichen Religionsgemeinschaft verkleidet hat. Alle drei beginnen herzlich zu lachen.

## Soundtrack
Der Soundtrack zum Film, auf dem unter anderem der Song Convoy von C. W. McCall sowie Lucille von Kenny Rogers enthalten ist, verkaufte sich etwa 3 Millionen Mal. Die Titelliste des Tonträgers nennt folgende Songs:
- C. W. McCall: Convoy (neue Version)
- Crystal Gayle: Don’t It Make My Brown Eyes Blue
- Billie Jo Spears: Blanket on the Ground
- Doc Watson:  Keep on the Sunny Side
- Merle Haggard:  Okie from Muskogee
- Kenny Rogers: Lucille
- Glen Campbell: Southern Nights
- Anne Murray:  Walk Right Back
- Gene Watson: Cowboys Don’t Get Lucky All the Time
- Billy „Crash“ Craddock: I Cheated on a Good Woman’s Love

## Auszeichnungen
Der Film gewann 1980 die Goldene Leinwand.

## Kritik
Zeitgenössische US-amerikanische Kritiker bewerteten den Film überwiegend verhalten bis negativ. So wurde kritisiert, der Film könne sich nicht entscheiden, ob er eine Komödie oder ein Drama sein wolle, werde von repetitiver Action und markigen Sprüchen, Machismo und männlichen Klischees zusammengehalten, und drücke sich letztendlich um eine klare Aussage zu den gesellschaftlichen Themen, die er anschneide. Spätere Kritiken fielen oft positiver aus:

„Sam Peckinpah variiert und aktualisiert die Mythen des Western-Genres, wobei er mit den effektvollen Mitteln des Actionkinos ein pessimistisches Zeitbild entwirft. Der ‚amerikanische Traum‘ von Individualismus, Freiheit und Abenteuer erstickt unter den Konventionen von ‚Law and Order‘, gegen die auch anarchische Befreiungsversuche letztlich wirkungslos bleiben: Am Ende wird auch der Rebell vereinnahmt und als legendäre Heldenfigur der kommerziellen Nutzung unterworfen. Ein spannender, perfekt inszenierter Film vor dem Hintergrund gesellschaftlicher Gewalt.“

„Western-Spezialist Sam Peckinpah inszenierte mit ‚Convoy‘ den definitiven Gegenwartswestern. Aus den Cowboys sind Trucker geworden, und ihre Lkws sind nicht allein Ersatz für das Pferd, sie dienen auch als Waffe. So befreien sie ihren inhaftierten Kumpel, indem sie einfach das Gefängnisgebäude platt fahren. Im Gegensatz zu seinen sonst sehr blutigen Filmen setzt Peckinpah hier mehr auf choreographierten Prügelhumor und einige spektakuläre Auto-Stunts. Manche Peckinpah-Fans halten ihn deshalb zu Unrecht für ein schwächeres Werk des Meisters. Doch auch ‚Convoy‘ transportiert die typischen Peckinpah-Themen, nur anders. Und in der zweiten Hälfte wird das zu einem eminent politischen Film, der sich auch gegen den Rassismus der amerikanischen Südstaaten wendet.“

„Western auf Rädern: (…) Regisseur Sam Peckinpah verbindet Westernmythen mit Elementen des Actionfilms. So entstand ein kritisches Zeitbild der US-Gesellschaft in den 70ern – und ein spannendes Stück Kino dazu.“